# Gustav Adolph Berthold

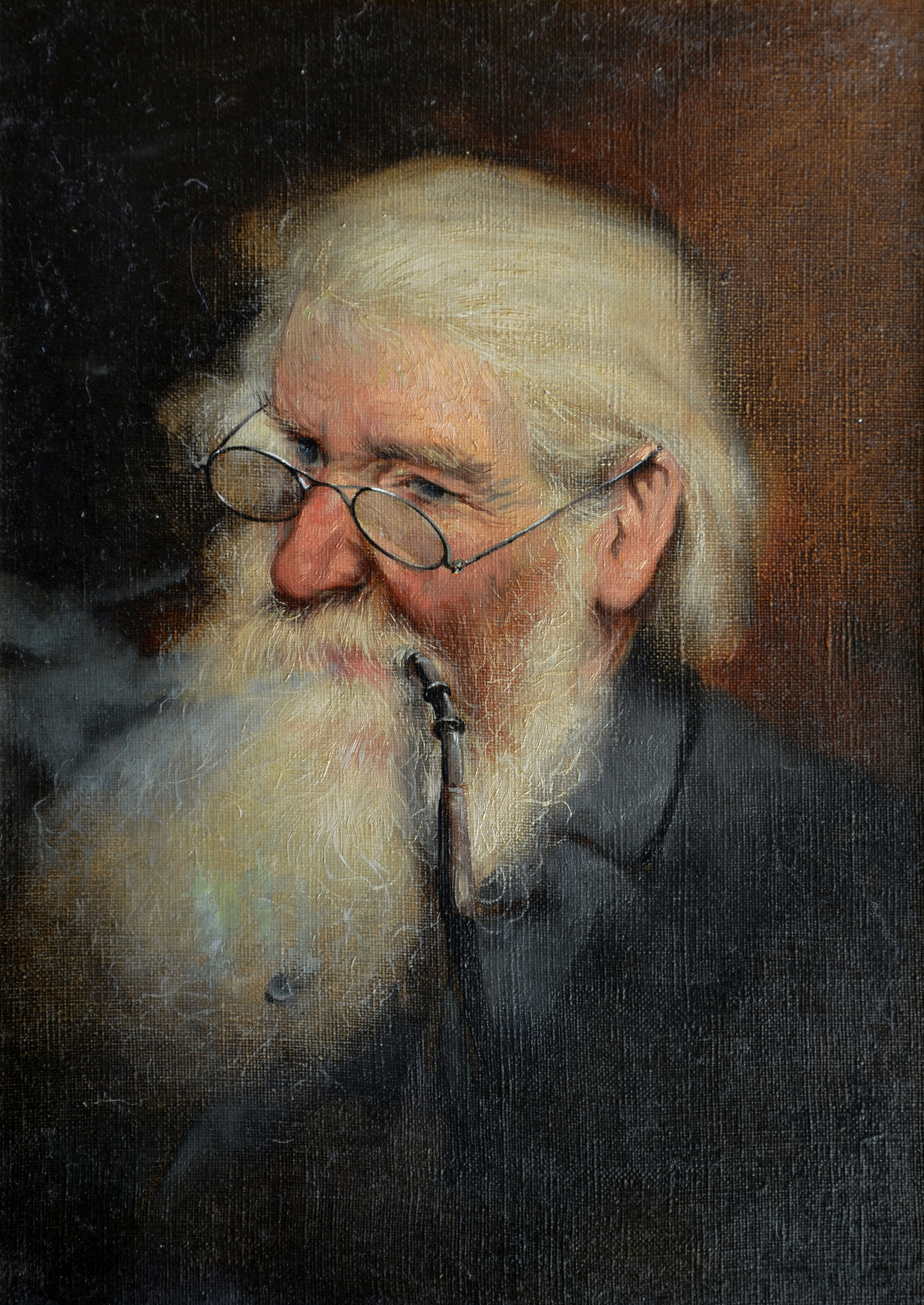

Gustav Adolph Berthold (* 9. Februar 1819 in Oberoderwitz; † 14. März 1894 ebenda) war ein deutscher Schriftsteller und Maler.

## Leben
Berthold wurde 1819 geboren, sein Vater war Jonathan Christoph Berthold, der erste homöopathische Arzt der Oberlausitz, seine Mutter Clara Emilie geb. Herrmann. Ab 1828 besuchte er die Bürgerschule in Zittau und später das dortige Gymnasium. Infolge einer schweren Erkältung erkrankte Berthold an Scharlach und Bräune, er verlor daraufhin das Gehör.
Ab 1836 erhielt er Unterricht beim Zeichenlehrer Müller in Zittau und besuchte die Kunstakademie in Dresden von 1840 bis 1844. Als freier Zeichner und Maler illustrierte er von 1853 bis 1861 zahlreiche Bücher und Gedenkblätter wie zum Beispiel das Album der sächsischen Industrie oder Sachsens größte und ausgezeichnetste Fabriken, Manufakturen, Maschinen- und andere wichtige gewerbliche Etablissements in vorzüglichen naturgetreuen Abbildungen mit statistisch-topographischem, historischem und gewerblichem Texte und das Album der Schlösser und Rittergüter Sachsens.
Später verfasste Berthold Räuber- und Geheimnisliteratur sowie romanhafte Biographien und veröffentlichte diese im Dresdner Verlag Heinrich Gotthold Münchmeyers, für den auch Karl May schrieb. Weiterhin arbeitete er als Lehrer für Handzeichnen und Architektur an Sonntagsschulen in Oderwitz.
Gustav Adolph Berthold gilt als einer der wichtigen Verfasser von Kolportageromanen und schrieb in den Jahren 1851 und 1852 unter dem Pseudonym Guido Waldner.

## Werke (Auswahl)
- Bellona. Erinnerung an die Kriegsereignisse in Deutschland und Italien im Jahre 1866. Ein Gedenkbuch für das deutsche Volk. O.J. [um 1870]
- Johannes Karaseck, der Räuberhauptmann. Charaktergemälde aus dem Ende des 18. Jahrhunderts. 1851.
- Der Räuberhauptmann Wenzel Kummer, genannt der böhmische Wenzel. Seitenstück zu Johannes Karaseck.
- Die Ruine Tollenstein als Raubnest oder Kardineck und Grünhans die Vorgänger des Johannes Karaseck. Erzählung aus der ersten Hälfte des 18. Jahrhunderts.
- Des Kaisers Sohn, ein Findelkind! oder: ein zweiter Kasper Hauser und ungelöstes Räthsel dunkler Schicksalswege. Roman aus der Wirklichkeit bearbeitet. J. Breyer, Dresden 1860.
- Der Tollenstein in Böhmen. 1860.
- Die Pfarrerstochter von Goldenheim. Verlag Heinrich Gotthold Münchmeyer, 1883.
- Die Grabesbraut. Verlag Heinrich Gotthold Münchmeyer, 1884.
- Die Waldmühle an der Tschernaja. Haß und Liebe oder Die Waldmühle an der Tschernaja. Verlag Heinrich Gotthold Münchmeyer, 1871.